# Dieter Brenninger
Dieter Brenninger (* 16. února 1944, Erding) je bývalý německý fotbalista, útočník.

## Fotbalová kariéra
Začínal v FC Bayern Mnichov, se kterým vyhrál v roce 1969 bundesligu a čtyřikrát německý pohár. Dále hrál jednu sezónu ve Švýcarsku za BSC Young Boys, čtyři sezóny za VfB Stuttgart a kariéru končil v týmu TSV 1860 Rosenheim. V Poháru mistrů evropských zemí nastoupil ve 2 utkáních a dal 1 gól, v Poháru vítězů pohárů nastoupil v 16 utkáních a dal 3 góly, ve Veletržním poháru nastoupil ve 12 utkáních a dal 3 góly a v Poháru UEFA nastoupil v 8 utkáních a dal 5 gólů. S Bayernem vyhrál v roce 1967 Pohár vítězů pohárů. Za západoněmeckou reprezentaci nastoupil v roce 1969 v utkání kvalifikace na Mistrovství světa ve fotbale 1970 proti Rakousku.

## Ligová bilance
| Ročník                                    | Zápasy | Góly | Klub              |
| ----------------------------------------- | ------ | ---- | ----------------- |
| Fußball-Oberliga Süd 1962/1963            | 25     | 14   | FC Bayern Mnichov |
| 2. německá fotbalová Bundesliga 1963/1964 | 34     | 27   | FC Bayern Mnichov |
| 2. německá fotbalová Bundesliga 1964/1965 | 27     | 11   | FC Bayern Mnichov |
| Německá fotbalová Bundesliga 1965/1966    | 31     | 12   | FC Bayern Mnichov |
| Německá fotbalová Bundesliga 1966/1967    | 30     | 7    | FC Bayern Mnichov |
| Německá fotbalová Bundesliga 1967/1968    | 30     | 8    | FC Bayern Mnichov |
| Německá fotbalová Bundesliga 1968/1969    | 34     | 9    | FC Bayern Mnichov |
| Německá fotbalová Bundesliga 1969/1970    | 34     | 11   | FC Bayern Mnichov |
| Německá fotbalová Bundesliga 1970/1971    | 31     | 12   | FC Bayern Mnichov |
| Švýcarská Super League‎ 1971/1972          | 25     | 6    | BSC Young Boys    |
| Německá fotbalová Bundesliga 1972/1973    | 27     | 9    | VfB Stuttgart     |
| Německá fotbalová Bundesliga 1973/1974    | 34     | 5    | VfB Stuttgart     |
| Německá fotbalová Bundesliga 1974/1975    | 20     | 1    | VfB Stuttgart     |
| Německá fotbalová Bundesliga 1975/1976    | 18     | 1    | VfB Stuttgart     |
| CELKEM Německá fotbalová Bundesliga       | 271    | 74   |                   |
| CELKEM Švýcarská Super League‎             | 25     | 6    |                   |